# 硝酸リチウム
硝酸リチウム（しょうさんリチウム、lithium nitrate）は組成式LiNO3で表されるリチウムの硝酸塩である。
日本の法令では、消防法で危険物第1類（硝酸塩類）に指定される。

## 製法
炭酸リチウムを希硝酸に溶解し、水溶液を濃縮すると3水和物が得られる。
{\displaystyle {\ce {Li2CO3\ + 2HNO3 -> 2LiNO3\ + CO2\ + H2O}}}

## 性質
水に易溶で強い吸湿性、潮解性をもつ。無水物のほか、0.5水和物および3水和物が存在する。エタノールおよび液体アンモニアにも可溶である。水溶液から29.6℃以下では3水和物、29.6℃から61.6℃では0.5水和物、61.6℃以上では無水物が析出する。
硝酸ルビジウムと複塩を生成する。
{\displaystyle {\ce {LiNO3\ + RbNO3 -> RbLi(NO3)2}}}
加熱により激しく分解し酸化リチウムを残す。
{\displaystyle {\ce {4LiNO3 -> 2Li2O\ + 4NO2\ + O2}}}

## 結晶構造
無色の三方晶系の結晶であり、単位格子は以下のような構造をとる。
__ Li+　　__ N　　__ O